# Apistogramma agassizii
Apistogramma agassizii és una espècie de peix de la família dels cíclids i de l'ordre dels perciformes que es troba a Sud-amèrica: riu Amazones (Perú i Brasil).
Els mascles poden assolir els 4,2 cm de longitud total.